# Vacuolemembraan

Plantencel met vacuole en tonoplast

Een vacuolemembraan of tonoplast is een enkel, biologisch membraan dat de vacuole scheidt van de rest van het cytoplasma in een plantaardige cel. Het is een soort van scheidingswand tussen het vocht in en het vocht buiten de vacuole.
De membraan bestaat uit membraaneiwitten en fosfolipiden.
De tonoplast speelt een rol bij de turgor van de cel, reguleert de verplaatsing van ionen door de cel en isoleert stoffen die mogelijk schadelijk kunnen zijn voor de cel.